# Elīna Garanča
Elīna Garanča, née le 16 septembre 1976 à Riga (Lettonie), est une mezzo-soprano lettone réputée pour la puissance, l'ampleur et la tessiture de sa voix ainsi que pour ses talents de comédienne. Elle s'est hissée en quelques années au rang des grandes cantatrices mondiales.

## Biographie
Elīna Garanča est née le 16 septembre 1976 à Riga, de parents musiciens. Son père est chef de chœur et sa mère, Anita, interprète de lieder, professeur de chant,, à l’Académie de musique de Lettonie, professeur de chant associée à l'Académie lettone pour la culture et enseignante à l’Opéra national de Lettonie. Elle donne également des cours de chant en privé,. Son frère, Jānis (Jaanis) Garančs, de trois ans son aîné, a entrepris des études de musique. Il travaille actuellement comme consultant audiovisuel dans l'industrie du disque.
Enfant, elle voulait être comédienne mais, après avoir travaillé le piano pendant quelques années, Elīna, âgée de 20 ans, commence à étudier le chant à l’Académie de musique de Lettonie Jāzeps-Vītols sous la direction de Sergej Martinov en 1996. Elle continue ses études à Vienne avec Irina Gavrilovici avant de les poursuivre aux États-Unis avec Virginia Zeani.
Elle est mariée au chef d'orchestre gibraltarien Karel Mark Chichon. Leur premier enfant, Catherine Louise, est née le 22 septembre 2011, et leur second, Cristina Sophie, le 10 janvier 2014.

## Carrière
Elīna Garanča fait ses débuts lors d'une tournée de l'Opéra de Riga à Bucarest et Athènes dans le rôle de Giovanna Seymour d'Anna Bolena de Donizetti, puis est engagée dans la troupe de Meiningen, en Allemagne. Elle intègre ensuite celle de Francfort avant de signer un contrat avec l'Opéra de Vienne, où elle fait ses débuts dans le rôle de Lola de Cavalleria Rusticana de Mascagni.
Sa carrière internationale prend son essor au Festival de Salzbourg de 2003, lorsqu'elle chante le rôle d'Annio de La Clémence de Titus de Mozart sous la direction de Nikolaus Harnoncourt. Elle signe rapidement des contrats pour des rôles importants : Charlotte de Werther et Dorabella de Così fan tutte à l'Opéra de Vienne (2004). Elle incarne ensuite Sesto de La Clémence de Titus (2006).
Elle a signé un contrat d'exclusivité avec Deutsche Grammophon en 2005.
Ses premiers pas en France ont lieu au Théâtre des Champs-Élysées dans La Cenerentola de Rossini) mise en scène par Irina Brook. Elle y revient pour le Così fan tutte de Mozart mis en scène par Patrice Chéreau à Aix-en-Provence puis au Palais Garnier (2005). Elle débute à l'Opéra Bastille en décembre 2006, au pied levé, dans le rôle d'Octavien du Chevalier à la rose de Richard Strauss. Elle revient à Paris en février 2007 pour les Folksongs de Berio avec Mariss Jansons au Théâtre des Champs-Élysées.
Ses débuts à l'Opéra de Munich ont lieu en juillet 2008. Elle y a interprété le rôle d'Adalgisa dans la Norma de Bellini, aux côtés d'Edita Gruberova, avec qui elle avait enregistré l'opéra pour le disque.

Elle débute au Metropolitan Opera de New York le 12 janvier 2008 dans le rôle de Rosine du Barbier de Séville de Rossini. Sa prestation est saluée par le journaliste et critique du New York Times Bernard Holland : 

« Madame Garanca est une authentique virtuose (...) Les techniques modernes de chant  s'adaptent mal aux accents rapides, brillants et musclés du XIXe siècle commençant [écrits] par Rossini, et madame Garanca était la seule sur scène à être totalement à l'aise avec le chant. Les passages lyriques avaient de l'ampleur ; les passages rapides étaient entièrement maîtrisés,. »

Elle interprètera longtemps Mozart mais le 31 décembre 2009 et en janvier 2010, à la suite du désistement d'Angela Gheorghiu, elle chante le rôle-titre de Carmen de Bizet – qu'elle a chanté pour la première fois à Riga en octobre 2007 – avec pour partenaire Roberto Alagna dans la production 2010 du MET. Longuement ovationnée, sa prestation avait relevé un défi et aboutit à un triomphe.

## Distinctions
Le 23 mai 2013 après une représentation de Carmen à Vienne, elle reçoit le titre très honorifique de « Kammersängerin » pour sa contribution à l’opéra viennois[réf. souhaitée].
Elle obtient un Grammy Award pour son rôle d'Andronico dans l'opéra Bajazet dirigé par Fabio Biondi.

## Décoration
- Commandeure de l'ordre des Trois Étoiles, en 2016[15].

## Discographie

### En CD

#### Récitals
- Romantique, (Donizetti, Saint-Saëns, Tchaikovski, Gounod, Vaccai, Berlioz, Lalo) - Philharmonie Teatro comunale de Bologne, dir. Yves Abel (mars 2012, DG 479 0071) (OCLC 842405522)
- Schumann & Brahms Lieder - Elīna Garanča et Malcolm Martineau - CD Deutsche Grammophon - 6 Novembre 2020
- Habanera, (Bizet°, Barbieri, Lehár, Balfe, Montsalvatge, Falla, Ravel, Chapí, Gallardo del Rey, Luna, Obradors, Serrano) - Roberto Alagna° ; José María Gallardo del Rey, guitare ; Orchestra sinfonica nazionale della RAI, dir. Karel Mark Chichon (mars 2010, DG) (OCLC 759175232)
- Arie favorite, (Mozart, Rossini, Donizetti, Bellini, Massenet) - Orchestre symphonique national de Lettonie, dir. Alexander Vilumanis (2001, Capman) (OCLC 743145764)
- Opera arias : participation à l'enregistrement de Lucia di Lammermoor avec Anna Netrebko, soprano ; Orchestre philharmonique de Vienne, dir. Gianandrea Noseda (mars 2003, DG 477 9968) (OCLC 785632317)
- Mozart arias, direction Louis Langrée
- L'Album Mozart, Claudio Abbado, Charles Mackerras, avec Anna Netrebko, René Pape, Thomas Quasthoff, Bryn Terfel, Erika Miklosa (2005, DG 477 6297) (OCLC 925425745)
- Aria cantilena (Massenet, Offenbach, Rossini, Montsalvatge, Strauss) - Staatskapelle de Dresde, dir. Fabio Luisi (juillet 2006, DG)[16] (OCLC 946462586)
- Schumann & Brahms, Lieder, accompagnée au piano par Malcolm Martineau, Deutsche Grammophon, 2020.

#### Opéras
- Bellini : Norma, avec Edita Gruberova et Aquiles Machado - Adalgisa (en CD)
- Rossini : Le Barbier de Séville, avec Lawrence Brownlee - Rosina (en CD)
- Vivaldi : Bajazet - Andronico (en CD)
- I Capuleti e i Montecchi - Bellini, avec Anna Netrebko, Joseph Calleja et Robert Gleadow

### en DVD
- Bizet : Carmen - Elīna Garanča (Carmen) ; Roberto Alagna (Don José) ; Metropolitan Opera, dir. Yannick Nézet-Séguin (16 janvier 2010, paru également en blu-ray) (OCLC 665177103 et 938113332)
- Massenet : Werther (Charlotte) - Opéra de Vienne, dir. Philippe Jordan (2005, Arthaus Musik) (OCLC 921937855)
- Mozart : Così fan tutte - Erin Wall (Fiordiligi) ; Elīna Garanča (Dorabella) ; Stéphane Degout (Guglielmo) ; Shawn Mathey (Ferrando) ; Barbara Bonney (Despina) ; Ruggero Raimondi (Don Alfonso) ; festival d'Aix-en-Provence - Mahler Chamber Orchestra, dir. Daniel Harding (7-23 juillet 2005, Virgin Classics) (OCLC 71193409)
- Mozart : La clemenza di Tito - Michael Schade (Tito) ; Vesselina Kasarova (Sesto) ; Dorothea Röschmann (Vitellia) ; Elīna Garanča (Annio) ; Barbara Bonney (Servilia) ; Luca Pisaroni (Publio) ; Orchestre philharmonique de Vienne, dir. Nikolaus Harnoncourt (2003, ArtHaus Musik) (OCLC 836533028)
- Rossini : La Cenerentola (Angelina/Cendrillon) - Lawrence Brownlee (Don Ramiro) ; Simone Alberghini (Dandini) ; Alessandro Corbelli (Don Magnifico) ; Rachelle Durkin (Clorinda) ; Metropolitan Opera, dir. Maurizio Benini (9 mai 2009) (OCLC 850938074)
- Donizetti : Anna Bolena (Giovanna Seymour) - Anna Netrebko ; Wiener Staatsoper (avril 2011, paru également en blu-ray) (OCLC 764337534)
- Verdi : Requiem - Anja Harteros (soprano), Elīna Garanča (mezzo-soprano), Jonas Kaufmann (ténor), René Pape (basse) ; Orchestre du Théâtre de la Scala, dir. Daniel Barenboim (27 août 2012, Decca) (OCLC 859177322 et 870251412)